# 見習妖精小桃
《見習妖精小桃》，是早川真知子所作的兒童文學。從四文庫出版。繪畫由安蒜康子擔任。

## 故事概要
小桃的祖奶奶在以前有幫助過妖精，為了表達感謝她從妖精那兒得到一塊檸檬色的石頭。那塊石頭從祖奶奶那兒傳給奶奶、再從奶奶那兒傳給媽媽繼承，然後在去年的聖誕節小桃從媽媽那兒得到那塊石頭。那塊檸檬色的石頭，在前往妖精的世界時有著不可思議的力量。在妖精的世界裡小桃累積了各式各樣的經驗，並做著被認可的見習妖精。

## 登場人物
小桃
一個8歲的人類女孩子。拿著從祖奶奶那兒繼承了檸檬色的石頭，並在妖精界和人間界之間往返。被妖精們賞識，並作為見習妖精而活躍著。在妖精界的羽毛與衣服的顏色是淺粉紅色。
八重
小桃的祖奶奶。很久以前，妖精番紅花姑婆不小心闖入人間界的時候，是她幫助了番紅花姑婆。她可以聽見普通人聽不見的妖精的聲音，是個有著好心腸的人。
薄葵
在妖精界第一個成為小桃的朋友的女孩子。羽毛與衣服的顏色是藍色。身高和小桃差不多。住在妖精森林。因為個性善郎被大家所喜愛。
番紅花姑婆
妖精姑婆。很久以前，在不小心闖入人間界的時候被小桃的祖奶奶八重所幫助。衣服與羽毛的顏色是紫羅蘭色。在妖精森林是第一名料理的專家。她有著強大魔法的力量。
葛雷
妖精男孩子。衣服與羽毛的顏色是灰色。臉頰是薔薇色。如果以人類來說大概5歲左右的身高，不過好像很年長。
白羽・真白・白白
妖精男孩子的3兄弟。白羽是長男・真白是次男・白白是三男。3人的衣服與羽毛的顏色都是白色，擅長製作餅乾。

## 系列

### 不可思議的派製作
小桃得到一個寶物。是從祖奶奶那兒繼承來的檸檬色的石頭墜飾。在8歲生日的那一天，小桃把那個墜飾給戴起來後，就到妖精的世界去旅行了。一開始想返回人間界的小桃，被迎面而來的薄葵給變成妖精的樣子，並一同前往番紅花姑婆的家的那一邊。番紅花姑婆是以前被祖奶奶所幫助過的妖精，因為那個謝禮在妖精的世界的「月亮與星星的祭典」中招待了曾孫女小桃，但小桃一個不小心讓番紅花姑婆受傷了，小桃只好一個人製作餡派。摘除毒蘋果、增加麵粉、牛奶到製作成奶油，做著派的桃子，在途中有葛雷來幫忙。蘋果派順利的完成，讓月亮與星星的祭典能夠進行。然後小桃被妖精們認可為「實習妖精」，讓她能夠在人類的世界與妖精的世界之間往返。

### 生命之泉
好不容易到來的暑假，但爸爸和媽媽都很忙，也不帶小桃出去玩。在那個時候，小桃決定要去妖精的世界遊玩。然而，在到達妖精的世界後發現，朋友薄葵變的很沒精神。然後小桃從薄葵那裡聽說吃了粉紅色的雲就會很有精神，她發誓要找到粉紅色的雲讓薄葵吃，而薄葵終於病倒了。番紅花姑婆的藥也無法讓薄葵恢復精神。為了幫助薄葵，除了要喝妖精森林外面的生命之泉的水以外沒有其他辦法。但前往生命之泉是非常危險的，不過為了要讓薄葵吃到粉紅色的雲，而感到有責任的小桃，決定要前去生命之泉那裡。葛雷與小桃一起來到那裡，想辦法要把生命之泉的水給帶回去，並讓薄葵喝下然後變的有精神。

### 七色雨
從學校回來的途中，小桃從很像番紅花姑婆的人那裡得到一朵很漂亮的薔薇。為了把那朵薔薇給每位妖精看看，小桃再次前往妖精的世界去。薄葵感到很喜悅說「好運將要到來了」。為了慶祝番紅花姑婆下七色雨的修行結束後的派對。番紅花姑婆打算把薔薇作為禮物送給小桃，但薄葵的樣子稍微有點奇怪。雖然發生各種事情但是派對種算是平安的結束了，然後在隔天黎明的時候發生了恐怖的事情。薔薇變的很巨大，破壞了妖精的世界。妖精的世界的植物都枯萎了，而妖精們失去了精神。只有小桃一個人和薔薇戰鬥，想任何辦法取得勝利。在那個時候，薄葵來了，告訴小桃說下七色雨就會變得很有精神。於是，小桃請求番紅花姑婆去下七色雨。在那之後，除了妖精，妖精的世界的植物也都復活了。

### 魔王的餅乾
從學校回來的途中，小桃看見了餅乾店老闆。在那個時候小桃試吃著餅乾，但是掉了滿地的粉屑。在回到家後小桃前往妖精的世界，可是在那個時候，她聽說白羽他們被一個人類世界的男子給綁架。在那個時候小桃她看到了餅乾後，大吃一驚。那個餅乾是白羽他們烤的餅乾，但是小桃發現那和她在回家途中遇見的餅乾店老闆的餅乾一模一樣。小桃發現綁架白羽他們的正是那個餅乾店老闆，她打算去幫助白羽他們。可是，被魔王給抓住了，他們被帶到妖精的世界。但是，薄葵與葛雷也出現在那裡，他們三人聯手打倒了魔王。然後，白羽他們就平安無事的回到妖精的世界。

## 用語
咬人花
妖精世界的花。紫色的會咬人。但被咬到並不會痛，但黏糊糊的感覺很噁心。
毒蘋果
看起來和普通的蘋果沒什麼不同，不過被搔癢而笑就會枯萎。
五葉幸運草
有五片葉子的幸運草。在摘下後就會冒出紫羅蘭色的煙，而被摘的人就有五個分身出現。
奇蹟的樹果
巧克力是那樣的甜蜜又芳香。但吃了這樹果後就會覺得很飽滿，變得不會感覺很寒冷。
妖精蘇打
蓮花的蜜與月亮的水滴與釣鐘草的夜露所製作的妖精界的飲料。是蓮花的顏色，感到很甘甜，也很舒暢，口中還留有清爽的餘味。
食指的力量
妖精持有的力量。用食指發出的金色的光來達成願望。
月亮與星星的祭典
100年才舉行一次的祭典。來自有關照亮這個妖精在100年裡聚集了月亮與星星的光的力量，因此決定100年舉行一次。人類來到妖精界剛好是舉行這個祭典的時候，小桃被認可為見習妖精，在那之後變得能夠進出妖精界。
妖精的眼淚
妖精的眼淚會使植物枯萎，所以妖精不可以哭。但是，被咬人花襲擊的時候，用眼淚擊退牠是最有效的方法。